# RGB
Az RGB színmodell egy additív színmodell, amelyben a fény vörös, zöld és kék alapszíneit különböző módon adják össze, hogy a színek széles skáláját reprodukálják. A modell neve a három additív alapszín, a piros, a zöld és a kék angol kezdőbetűiből származik (red, green, blue).
Az RGB színmodell fő célja a képek érzékelése, ábrázolása és megjelenítése elektronikus rendszerekben, például televíziókban és számítógépekben, bár a hagyományos fényképezésben is használták. Az elektronikus korszak előtt az RGB színmodell mögött már szilárd elmélet és mérések álltak, amely a színek emberi érzékelésén alapult.
Az RGB eszközfüggő színmodell: a különböző eszközök eltérően észlelik vagy reprodukálják az adott RGB értéket, mivel a szín elemek (például foszfor vagy festékek) és az egyes vörös, zöld és kék szintekre adott válaszok gyártónként eltérőek, vagy akár ugyanabban az eszközben idővel. Így az RGB-érték nem határozza meg ugyanazt a színt az eszközök között valamilyen színkezelés nélkül.
Tipikus RGB bemeneti eszközök a színes TV- és videokamerák, képolvasók és digitális fényképezőgépek. Tipikus RGB kimeneti eszközök a különböző technológiájú tévékészülékek (CRT, LCD, plazma, OLED, kvantumpontok stb.), Számítógép- és mobiltelefon-kijelzők, videoprojektorok, többszínű LED-kijelzők és nagy képernyők, például a Jumbotron. A színes nyomtatók viszont nem RGB eszközök, hanem kivonó színű eszközök, amelyek általában a CMYK színmodellt használják.